# Ньюбург (округ Клірфілд, Пенсільванія)
Ньюбург (англ. Newburg) — місто (англ. borough) в США, в окрузі Клірфілд штату Пенсільванія. Населення — 82 особи (2020).

## Географія
Ньюбург розташований за координатами 40°50′22″ пн. ш. 78°41′7″ зх. д. / 40.83944° пн. ш. 78.68528° зх. д. (40.839546, -78.685197).  За даними Бюро перепису населення США в 2010 році місто мало площу 4,80 км², з яких 4,78 км² — суходіл та 0,02 км² — водойми.

## Демографія
Згідно з переписом 2010 року, у селищі мешкали 92 особи в 38 домогосподарствах у складі 26 родин. Густота населення становила 19 осіб/км².  Було 62 помешкання (13/км²).
Расовий склад населення:
| - 100,0 % — білих |

До двох чи більше рас належало 0,0 %. Частка іспаномовних становила 0,0 % від усіх жителів.
За віковим діапазоном населення розподілялося таким чином: 28,3 % — особи молодші 18 років, 51,0 % — особи у віці 18—64 років, 20,7 % — особи у віці 65 років та старші. Медіана віку мешканця становила 38,5 року. На 100 осіб жіночої статі у селищі припадало 104,4 чоловіків;  на 100 жінок у віці від 18 років та старших — 106,2 чоловіків також старших 18 років.
Середній дохід на одне домашнє господарство  становив 40 447 доларів США (медіана — 31 250), а середній дохід на одну сім'ю — 38 996 доларів (медіана — 30 625). За межею бідності перебувало 10,1 % осіб, у тому числі 16,7 % дітей у віці до 18 років та 0,0 % осіб у віці 65 років та старших.
Цивільне працевлаштоване населення становило 42 особи. Основні галузі зайнятості: сільське господарство, лісництво, риболовля — 40,5 %, транспорт — 14,3 %, освіта, охорона здоров'я та соціальна допомога — 11,9 %.